# Майенда, Эльесер
Эльесер Майенда Доссу (исп. Eliezer Mayenda Dossou; род. 8 мая 2005, Сарагоса, Арагон) — испанский футболист, нападающий английского клуба «Сандерленд».

## Клубная карьера
Майенда — воспитанник клубов «Эбро», «Брюле», «Бретини» и «Сошо». 18 декабря 2021 года в поединке Кубка Франции против «Нанта» игрок дебютировал за основной состав последних. 1 августа 2022 года в матче против «Парижа» он дебютировал в Лиге 2. 25 февраля 2023 года в поединке против «Анси» Эльесер забил свой первый гол за «Сошо». Летом 2023 года Майенда перешёл в английский «Сандерленд», подписав контракт на 5 лет. 11 ноября в матче против «Бирмингем Сити» он дебютировал в Чемпионшипе.
В начале 2024 года Майенда на правах аренды перешёл в шотландский «Хиберниан». 3 февраля в матче против «Сент-Миррена» он дебютировал в шотландской Премьер-лиге. По окончании аренды игрок вернулся в «Сандерленд». 18 августа в поединке против «Шеффилд Уэнсдей» Эльесер сделал «дубль», забив свои первые голы за клуб. По итогам сезона 2024/2025 игрок помог клубу выйти в элиту.